# Sépeaux-Saint Romain
Sépeaux-Saint Romain is een gemeente in het Franse departement Yonne (regio Bourgogne-Franche-Comté). De plaats maakt deel uit van het arrondissement Sens. Sépeaux-Saint Romain is op 1 januari 2016 ontstaan door de fusie van de gemeenten Saint-Romain-le-Preux en Sépeaux.